# Historias de amores semanales
 Historias de amores semanales es una película coproducción de Argentina, Canadá y Francia filmada en colores dirigida por Carmen Guarini y Marcelo Céspedes sobre su propio guion escrito en colaboración con Ernesto Lamas se produjo en 1993 pero quedó inconclusa.
Fue filmado en Súper 16 mm para ser ampliado a 35 mm pero la producción quedó interrumpida.

## Sinopsis
Una cámara sigue ciertos hechos policiales relevados por el periodista de una revista de actualidad.

## Comentarios
En  Página 12 del 6 de abril de 1964 declaró el director Marcelo Céspedes:

«La intención es llegar adonde la noticia  policial se detiene, saber qué pasa con los protagonistas de los hechos, cuando el caso deja de ser noticia por los medios.»